# Katowickie Zakłady Chemii Gospodarczej „Pollena-Savona”
Katowickie Zakłady Chemii Gospodarczej „Pollena-Savona” – przedsiębiorstwo w Katowicach, z siedzibą przy ulicy P. Pośpiecha 7/9, w granicach dzielnicy Załęże. 
Historia zakładu sięga lat 60. XIX wieku, a pod nazwą „Pollena-Savona” funkcjonuje od 1981 roku. Firma specjalizuje się w produkcji produktów kosmetycznych i wyrobów chemii gospodarczej, będąc jednocześnie jednym z największych zakładów tego typu w Polsce.

## Historia

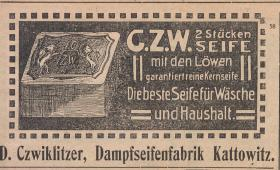
Reklama mydła Dawida Czwiklitzera z czerwca 1922 roku

Początki „Polleny-Savony” sięgają 1867 roku. Wówczas to Dawid Czwiklitzer założył w Katowicach wytwórnię mydła i wód kolońskich przy Rüppelstraße 1 (późniejsza ulica Wawelska). Zmarł on w 1916 roku (pochowany jest na cmentarzu żydowskim przy ulicy Kozielskiej w Katowicach), a zakład po nim przejął jego syn Adolf.
W latach 1922–1925, początkowo w części, a następnie w całości produkcja została przeniesiona do nowo wybudowanych hal w Załężu przy późniejszej ulicy P. Pośpiecha 7. W tym samym okresie przedsiębiorstwo działało pod nazwą Parowa Fabryka Mydła, a w 1925 roku zatrudniało ono 25 pracowników. W latach międzywojennych stale rozszerzono asortyment wytwórni, a także rozpoczęto produkcję mydła technicznego, gliceryny i kwasów tłuszczowych. Zakład nosił nazwę Fabryka Mydła i Przetworów Chemiczno-Tłuszczowych, a znakiem firmowym wyrobów fabryki były dwa lwy. W latach 1937–1944 istniała odrębna spółka pn. Mydło Czwiklitzer, której właścicielem był Ernest Israch. Zajmowała się ona handlem produktami fabryki.  
W latach 1938–1939 przy fabryce działał klub sportowy Czwiklitzer. 
Na początku II wojny światowej, 1 września 1939 roku z Katowic zbiegł Adolf Czwiklitzer, a fabryka jeszcze w tym samym roku została przejęta przez Niemców. Po 1941 roku była ona własnością prywatną Fleischera i Klammerta.
Od 31 stycznia 1945 roku Pierwsza Parowa Fabryka Mydła jako mienie zabezpieczone funkcjonowała w ramach Zjednoczenia Przemysłu Chemicznego Zagłębia Węglowego. 7 grudnia 1945 roku została ona znacjonalizowana i włączona do Zjednoczeniu Przemysłu Tłuszczowego. Zasadniczy profil produkcyjny zakładu nie uległ wówczas zmianie i nadal produkowane w nim była gliceryna oraz mydła.
W 1958 (bądź 1956) roku fabrykę przemianowano na Katowickie Zakłady Przemysłu Tłuszczowego, a wraz z tym rozpoczęto jego modernizację. Wrosła także produkcja – pierwszy szampon marki „Pollena” wyprodukowano w 1969 roku, a szampon dla dzieci „Bambi” w 1973 roku. Dwa lata później zrezygnowano z produkcji mydeł, koncentrując produkcję na szampony i ciekłe środki chemii gospodarczej, a dzięki systematycznemu rozszerzaniu asortymentu zakład zajmował coraz wyższą pozycję na rynku krajowym. W tym czasie sztandarowymi produktami przedsiębiorstwa były szampony „Trzy Zioła” i „Familijny” oraz płyny do płukania tkanin „K”.
W 1977 roku na mocy decyzji Ministra Przemysłu Chemicznego Katowickie Zakłady „Pollena”, Zakłady Chemii Gospodarczej „Pollena-Strem” oraz Fabrykę Kosmetyków „Pollena-Bytochemia” połączono pod wspólną nazwą – Katowickie Zakłady Chemii Gospodarczej „Pollena”, a w 1979 roku włączono do nich zakłady w Raciborzu i w Paczkowie. W 1981 roku wielozakładowe przedsiębiorstwo zostało rozwiązane, a katowicka fabryka działała od tego czasu pod nazwą Katowickie Zakłady Chemii Gospodarczej „Pollena-Savona”.
W okresie przemian ustrojowych w Polsce na początku lat 90. XX wieku przeprowadzono działania zmierzające do prywatyzacji zakładu. W październiku 1992 roku została utworzona spółka pracownicza, która podjęła działalność gospodarczą 1 lutego 1993 roku jako przedsiębiorstwo prawa handlowego. Pod koniec 2000 roku w „Pollenie-Savonie” zatrudnionych było 295 osób.

## Charakterystyka
Katowickie Zakłady Chemii Gospodarczej „Pollena-Savona” to przedsiębiorstwo będące spółką z ograniczoną odpowiedzialnością z siedzibą przy ulicy P. Pośpiecha 7/9 w Katowicach, w granicach dzielnicy Załęże.
Głównym rodzajem działalności „Polleny-Savony” jest produkcja wyrobów kosmetycznych i toaletowych, a pozostałe to m.in. produkcja mydła i detergentów oraz pozostałych wyrobów chemicznych. Pollena-Savona posiada w swoim asortymencie ponad 100 produktów kosmetycznych i wyrobów chemii gospodarczej. Jest także jednym z największym krajowych producentów tego typu produktów. Posiada własne laboratorium badawczo-rozwojowe, w którym prowadzone są prace nad wytwarzaniem nowych wyrobów i rozwojem istniejącego asortymentu.